# 国際大学
国際大学（こくさいだいがく、英語: International University of Japan）は、新潟県南魚沼市にある私立大学である。略称はIUJ。
日本初の大学院大学。学内の公用語を英語にした日本初の高等教育機関でもある。少数精鋭教育を主眼とし、大学院研究科、研究所は世界ランキングでも上位に位置付けられる。スーパーグローバル大学創成支援事業のグローバル牽引型大学に指定されている。2023年7月現在、世界143カ国・地域出身の修了生・在学生のネットワークがあり、日本国内随一である。

## 概要

### 概要
中山素平（経済同友会終身幹事）が中心になり、土光敏夫（経団連第4代会長）、永野重雄（日本商工会議所第13代会頭）、水上達三（日本貿易会第3代会長）、佐々木直（日本銀行第22代総裁）など、政財界の有力者が発起人となって1982年に開学した。
経済3団体（日本経済団体連合会、日本商工会議所、経済同友会）、日本貿易会や、日本を代表する900社以上の有力企業の支援によって設立された経緯から、財界とは深いつながりがある。別名「財界大学院」と呼ばれる。東京の六本木に東京事務所ならびに国際大学GLOCOM研究所が所在する。

### 日本初の大学院大学（9月入学制）
学部がなく、大学院のみを設置する大学（大学院大学）として日本初である。国際関係学研究科と国際経営学研究科の2研究科の傘下に、修士課程では国際関係学プログラム（国際関係学・政治学）、国際開発学プログラム（国際開発学・経済学）、公共経営・政策分析学プログラム（公共経営学・公共政策学）、国際公共政策プログラム（国際公共政策）、MBAプログラム（経営学）、MBA1年制プログラム（経営学）、日本・グローバル開発学プログラム（国際関係学・国際開発学・経済学・公共経営学・経営学）、デジタルトランスフォーメーションプログラム（デジタル経営学）、国際社会起業家プログラム[JICA海外協力隊終了者・候補者限定]（社会起業経営学）の9のプログラムを設置している。

### 日本初の英語公用語化
英語を学内の公用語にした日本初の高等教育機関でもある。日本で初めて秋入学を採用した。モットーは「Where the World Gathers（世界が集う場所）」。グローバル人材養成を目的にした専門職大学院の草分け的な存在として知られる。

### 評価
国際関係学研究科は、世界の名門校の集まりである「国際関係大学院協会（APSIA）」に準会員として加盟している。また、東京大学、一橋大学、政策研究大学院大学とともに、国際通貨基金（IMF）奨学金プログラムに基づき、アジア各国の財務省・中央銀行職員の学生の受け入れる指定校の一つである。
2018年2月、マネジメント教育の国際的な認証評価機関であるAACSB（The Association to Advance Collegiate Schools of Business） International より、世界でも最高水準の教育を提供する教育機関として認証を取得した。日本国内の大学では、慶応義塾大学大学院経営管理研究科、名古屋商科大学、立命館アジア太平洋大学に続き4校目。
文部科学省は2014年9月、国際競争力の強化に取り組む大学を支援する「スーパーグローバル大学創成支援事業」の「グローバル牽引型大学（全国24校）」に指定した。卒業生は日本人、外国人問わずグローバルに活躍しており、グローバル人材を多数輩出している。また、大学の知名度や評価は、日本国内よりも海外、特に、新興国の中で高く、OB/OGもそれらの国で政府要人や経済界のトップ、国連や世銀などの幹部として活躍しているケースが多い。

### 学生
約380人の学生のうち、日本国外からの留学生が大半を占め、日本人学生は約1割である。世界各国（主にアジア・アフリカ）から派遣された政府職員、日本での就職を目指す留学生、世界的に活躍したいと考えている留学生、日本企業の派遣学生（国内留学生）など、学生の経歴も多彩である。

### 全寮制
全寮制（原則）。学生が寮生活を通じて、異なる宗教や文化的な背景を持つ人と深くかかわることにより、多文化状況に対応できる人格形成、ネットワーク構築を目指している。日本国内に居ながら経営幹部候補となるグローバル人材の日本人を集中的に育成することが可能な環境が提供されている。
新潟県南魚沼市のキャンパスは、欧米の単科大学院をモデルにしている。

## 沿革
- 1976年 - 財団法人国際大学設立準備財団設立、発起人総会開催
- 1982年 - 日本初の大学院大学として国際大学が発足。国際関係学研究科（GSIR）を設置。
- 1985年 - 日米関係研究所と中東研究所を設置。
- 1988年 - 国際経営学研究科（GSIM）を設置。米国のダートマス大学・Tuckビジネススクールの協力を得てMBAプログラムがスタート。松下図書・情報センターと国際経営研究所を設置。
- 1991年 - アジア発展研究所とグローバル・コミュニケーション・センター（GLOCOM）を設置。
- 1995年 - 国際関係学研究科（GSIR）を、国際関係学プログラム（IRP）と国際開発学プログラム（IDP）に再編。
- 1997年 - 4研究所（日米関係研究所・中東研究所・国際経営研究所・アジア発展研究所）を統合し、国際大学研究所に再編。
- 2001年 - Eビジネス経営学プログラム（E-Biz）を新設。
- 2005年 - 国際平和学プログラム（IPSP）を新設。
- 2009年 - 公共経営・政策分析プログラム（PMPP）を新設。
- 2010年 - 国際平和学プログラム（IPSP）を国際関係学プログラム（IRP）に統合。
- 2013年 - 明治大学と系列法人化の協定を締結。
- 2013年 - 1年制のMBAプログラム（IMBA）を新設。
- 2014年 - 文部科学省がスーパーグローバル大学創成支援事業の「グローバル牽引型大学（全国24大学）」の1校に指定
- 2015年 - 国際関係学研究科（GSIR）に博士後期課程を新設[10]。
- 2018年
  - 明治大学と系列法人化の協定を終了。
  - 国際経営学研究科が日本の大学では4校目となるAACSB認証取得。
  - 日本・グローバル開発学プログラム（JGDP）を新設。
- 2021年 - デジタルトランスフォーメーションプログラム（DXP）、国際社会起業家プログラム（ISEP）を新設
- 2022年 - 国際公共政策プログラム（IPPP）を新設

## 設置研究科・研究所

### 国際関係学研究科
修士課程
- 国際開発学プログラム（International Development Program）
  - 経済発展のメカニズムを学び、安定した経済成長を実現する政策立案のあり方を探る。世界各国から派遣された財務省・中央銀行職員（IMFやアジア開発銀行の奨学生）が大半を占めており、研究科内で最大の学生数を擁している。「経済学修士」、「国際開発学修士」「経済学博士」を取得できる。

- 国際関係学プログラム（International Relations Program）
  - 地域の問題を分析する能力を養い、国際機関などで活動する人材育成を目指している。「政治学修士」「国際関係学修士」を取得できる。

- 公共経営・政策分析プログラム（Public Management and Policy Analysis Program）
  - 公共セクターの専門家養成を目的とし、政策立案・遂行のための問題分析能力と政策構想能力を養う。各国政府からの派遣学生の割合が多い。「公共経営学修士」「公共経営学博士」を取得できる。
- 日本･グローバル開発学プログラム（Japan-Global Development Program)
  - 国際協力機構（JICA）の開発大学院連携プログラムの一環として、日本の経済発展と企業成長を主なケース材料として、普遍性のある発展と成長の論理を政治・経済・経営の分野にまたがって学ぶ機会を提供する2研究科共通履修課程の人材育成プログラム。2年制。「国際開発学修士」「経済学修士」「国際関係学修士」「公共経営学修士」のいずれかを取得できる。
- 国際公共政策プログラム（International Public Policy Program）[1年制]
  - JICAとの連携事業の一環として世界各国の若手・中堅の外交官や政府省庁職員を対象とし、国際関係論や公共政策学を集中的に学ぶ。国際的な諸課題について長期的・多面的な視点から考える力を養う。日本人学生にとっては将来を担う各国の学生と共に切磋琢磨でき、世界の舞台に挑戦する一助となる。

博士後期課程
- 「国際関係学クラスター」「経済学クラスター」「公共経営学クラスター」の3つの分野で、国際機関・公的機関、諸外国政府、研究機関等の行政官や専門職員等、研究者養成のみならず国際舞台で活躍できる、学術的理論と技能を具有した高度専門的職業人を養成する。

### 国際経営学研究科　修士課程
- MBAプログラム（MBA Program）
- MBA1年制プログラム（Intensive MBA Program）
  - 世界最古の経営大学院、米国のダートマス大学・Tuckビジネススクール（1900年設立）の全面協力を得て発足当初はカリキュラムが作られていた。ケース分析を題材にした討論などを通じて、経営者の意思決定力を養う「実践教育」が重視されている。ビジネス経験豊富な社会人を対象に1年制プログラムも提供。「経営学修士（MBA）」を取得できる。
- 日本・グローバル開発学プログラム（Japan-Global Development Program）
  - JICAの開発大学院連携プログラムの一環として、日本の経済発展と企業成長を主なケース材料として、普遍性のある発展と成長の論理を政治・経済・経営の分野にまたがって学ぶ機会を提供する2研究科共通履修課程の人材育成プログラム。2年制。MBAを取得できる。
- デジタルトランスフォーメーションプログラム（Digital Transformation Program)
  - これからのデジタル社会においてグローバルビジネスを牽引してゆける将来のリーダーを育成することを目的とした、短期集中型のプログラム。1年制。「デジタル経営学」を取得できる。
- 国際社会起業家プログラム（International Social Entrepreneurship Program）
  - JICA海外協力隊終了者・候補者限定プログラム。隊員活動終課題解決に携わりたい方、国際機関などで民間セクターと連携して社会開発のために働きたい方に、実際に社会起業家として活動することを想定したビジネスプランの試行をカリキュラムに組み込んだ実践的なプログラム。「社会起業経営学修士」を取得できる。

### 国際大学研究所
- 旧4研究所（日米関係研究所・中東研究所・国際経営研究所・アジア発展研究所）が統合されて設立された。南魚沼市の浦佐のキャンパスに併設されている。

### 言語教育研究センター
- 言語教育研究センターは世界での活躍を希求する者に対し、質の高い言語教育及び研究を提供することにより、本学の発展に寄与することを使命とし、2014年4月に設置された。教育理念及び教育目標であるグローバルな問題の実践的解決に貢献できるリーダーの育成には、コミュニケーション能力を伸ばしていくことは必要不可欠であり、このような経緯から同センターはさらに質の高い言語教育を行うため、言語科目・プログラムの開発と運営、カリキュラム・教材の作成と改良を行うなどセンターの使命を達成するべく積極的に活動している。
- 同センターは、「英語プログラム」「日本語プログラム」からなり、各プログラムにおいて意欲的に学修する学生を支援する体制を整備している。
  - 英語プログラム　学内公用語である英語応力を高めるために、英語を母国語としない入学予定者等を対象に夏期英語集中講座を開講している。入学後も年間を通して、様々な英語科目を提供し、学生の学業と修了後のキャリア開発に役立つ英語のスキル修得サポートしている。
  - 日本語プログラム　基礎、初級、中級、中上級、上級などのコースを提供している。日本語学習の成果の場として「日本語発表会」を毎年実施している。

### 国際大学グローバル・コミュニケーション・センター
内部組織は下記の通り3つに分かれる。
- 情報社会研究グループ
- プラットフォーム研究グループ
- 事業管理部

GLOCOMでは、知識・情報社会において我々がどのように進化していくべきか、「テクノロジー駆動型社会」「イノベーション創造社会」「グローバル社会変動」という3つの軸で研究領域をとらえている。特に、中期重点分野として取り上げている研究テーマとして、デジタルトランスフォーメンション分野の社会実装があげられる。GLOCOMでは、研究領域に表される知識・情報社会を構成する重要要素を体系的にとらえ、三つの突破口をもって研究にアプローチしている。
学術的研究と社会との実践活動をあわせもつユニークな研究組織としてのGLOCOMには、専門分野ごとの部署は存在せず、活動の基盤はネットワークを利用したプラットフォームがある。GLOCOMではこのプラットフォームを基盤として、情報社会を対象とする「研究」、研究成果を現実社会に応用する「事業」、GLOCOMの考え方を政策に反映させていくための「提言」、さまざまな分野の人々に対する活動内容の「発信」という4つの領域で、活動を推進している。
さらに、これらの活動は、➀研究者・専門家のネットワークのハブであること、➁学界と産業界の間のインタフェースとなること、➂グローバルな課題への先端的な取組を実践すること、といったGLOCOM設立当初からの特長を活かし、次のようなプロジェクトベースで行われている。
1. 調査研究
2. アドバイザリー／コンサルティング等
3. 共同研究活動
4. オープンリサーチ活動

## 教育の特徴

### 概要
初代学長の大来佐武郎は、3つの特色を挙げている。
- 英語による社会人の再教育という産業界の要請に応えようとしている。
- 様々な文化や宗教の背景を持った留学生と寝食を共にすることで、真の国際人を生みだそうとしている。
- 経済学や国際関係学といった社会科学を「虚学」にとどめず、社会で応用できる「実学」を目指している。

大来は、このような環境の下「国際的教養に裏付けられた実務専門家」を育てることを目指した。

### 入試
- 秋入学（9月）である。秋学期、冬学期、春学期、夏学期の4学期制。夏学期は1年制コースのみ。
- 入試は国内居住者は年4回、海外居住者は年3回。推薦状と小論文を提出し、面接を受ける（いずれも英語）。国際経営学研究科は、GMATの要件やMathテストがある。
- 英語のスコアの提出は必要だが低スコアで足切りされることはない。入学前の夏期英語集中講座に参加することにより入学前の語学力アップができる。

### 教授陣
- ほぼすべての専任教授が博士号を保有している。

### 授業等
- 少人数制
  - 定員が1学年約200人程度と少ないため、少人数制の授業が実現している。必修科目は最大40人程度、選択科目は5〜20人程度、演習は10人以下。
- 修了要件
  - 「修了生の品質保証」という観点から、厳しい卒業要件を科している。単位取得は、ほかの国内の大学院に比べて格段に厳しい。必修科目であっても、学力が基準に達していないと容赦なく「F（不可）」となる。
  - 米国同様の基準を設けており、修士論文はもとより、普段からのレポート提出などでも、剽窃については厳罰に処される。判明した場合は放校処分となる。
  - 欧米の大学と同じGPA制の成績評価制度を採用している。
  - 全コースで、修士論文（英語）の提出を求められる。口頭試問を通過すると、修了が許可される。
- ケースメソッド
  - ビジネススクールの授業は、海外で一般的な「ケースメソッド」という教授法を採用。実際の企業経営の事例研究（ケース）を用い、自分が当事者であったとすればどのような意思決定を下すのか、思考過程を繰り返し訓練する。各クラスは3、4人ずつのグループに分けられ、毎週、ケースと課題が与えられる。学生は「個人によるケースの熟読→個人見解のまとめ→グループ討議→グループ見解のまとめ・提出」という授業外のプロセスを経て、クラス討議に進む。多くの討議を通じて、専門知識の習得だけではなく、交渉能力や意思決定力を養うことができる。学生は修了までに数百本のケースに取り組む。

### 研修プログラム
- 夏期英語集中講座（Intensive English Program：IEP／8週間）には、英語力の補強が必要な入学予定者や、IMF等の奨学金で来日した世界各国の政府職員（財務省、中央銀行など）、日本企業の派遣学生など、多彩なメンバーが参加する[12]。
- 企業・自治体向けに英語やマネジメント等の研修を実施しており、企業や自治体の新入社員研修からエグゼクティブ研修まで、課題・各階層に適したグローバル人材育成プログラムを提供している。

### 多文化共生キャンパス
- キャンパス内に学生寮が併設され、70か国・地域の学生が協働するコミュニティとなっている。公用語は英語。学生食堂はハラール対応もされている。

## 交換留学プログラム

### 概要
- 北米やヨーロッパ、アジアなど21カ国の大学院約50校と交換留学協定を結んでいる。日本人を中心に、年約20人程度が交換留学に出ている。また、海外から各学期10人程度の交換留学生を受け入れている[13]。
- ビジネススクールの場合、世界中に37校の交換留学のパートナー校がある。交換留学の授業料は、国際関係学のプログラムやMBAプログラム（2年制コースのみ）の学費に含まれている。2年生の秋学期に交換留学に行くケースが多い[14]。

### 主な海外交流提携校
- 国際関係学研究科
  - ノーマン・パターソン国際関係大学院（カールトン大学）
  - プラハ・カレル大学社会科学研究科
  - ボッコーニ大学
  - ラモン・リュイ大学　ブランケルナ情報・国際関係学スクール
  - 対外経済貿易大学国際経済貿易学院
  - ソウル大学校　
  - 延世大学国際大学院
  - 梨花女子大学校
  - タンマサート大学
  - 国立政治大学社会科学学院
  - 外国貿易大学

- 国際経営学研究科（ビジネススクール）
  - ダートマス大学タック経営大学院
  - ノースカロライナ大学チャペルヒル校ケナン・フラグラー経営大学院　
  - ヴァンダービルト大学オーエン経営大学院
  - ロチェスター大学サイモン経営大学院
  - フロリダ大学ウォリントン経営大学院
  - コンコーディア大学ジョン・モルソン経営大学院　
  - ヨーク大学シューリック経営大学院
  - EMLYON経営大学院　
  - NEOMAビジネススクール
  - ESADE Business School　
  - IESEビジネススクール
  -  セントギャレン（ザンクトガレン）大学
  - オルト（アールト）大学
  - アントワープ大学経営大学院
  -  ウォーリック大学ビジネススクール
  - WHU-Otto Beisheim School of Management
  - SDA Bocconi School of Management（Bocconi University）
  - Norwegian School of　Economics
  - 中国人民大学商学院
  - インドネシア国立ガジャ・マダ大学 経営修士プログラム
  - Indian Institute of Management Ahmedabad（インド経営大学院）
  - Indian Institute of Management Bangalore（インド経営大学院）
  - シンガポール国立大学ビジネススクールNUS Business School
  - マレーシア国際イスラーム大学経済経営科学研究科
  - チュラロンコン（チュラーロンコーン）大学サシン経営大学院
  - 国立政治大学商学院

## 学生の構成

### 概要
- 2023年5月現在の学生は69カ国・地域から374名。このうち日本人は27名。
- 学生募集では、異なる文化や宗教の背景を持った、多様性ある学生集団をつくることを目指している。
- 平均年齢は30歳
- 男性53%/女性47%

（2023年5月1日現在）
- 修了生は143カ国・地域に計5,193人。（2023年7月1日現在）

### ギネス記録
- 一つの場所（サウナ）にもっとも多国籍の人間がいる、という項目でギネス世界記録を持っていた[15]。

### 修了生出身国・地域（5,193名/143か国・地域）
- アジア
  - インド、インドネシア、韓国、カンボジア、シンガポール、スリランカ、タイ、台湾、中国、日本、ネパール、パキスタン、バングラデシュ、東ティモール、フィリピン、ブータン、ブルネイ、ベトナム、マレーシア、ミャンマー、モンゴル、ラオス
- アフリカ
  - アルジェリア、ウガンダ、エジプト、エスワティニ、エチオピア、 エリトリア、ガーナ、ガボン、カメルーン、 ガンビア、ギニア、ケニア、コートジボアール、コンゴ共和国、コンゴ民主共和国、サントメ・プリンシペ、ザンビア、シエラレオネ、ジブチ、ジンバブエ、 スーダン、 セイシェル、赤道ギニア、セネガル、タンザニア、チャド、中央アフリカ、チュニジア、トーゴ、ナイジェリア、ニジェール、 ブルキナファソ、ブルンジ、ボツワナ、 マダガスカル、マラウイ、マリ、南アフリカ、モーリタニア、モザンビーク、モロッコ、リビアリベリア、レソト

- 中東
  - アフガニスタン、アラブ首長国連邦、イエメン、イラク、イラン、クェート、トルコ、パレスチナ、ヨルダン、 レバノン、サウジアラビア　シリア

- 東欧・ロシア・中央アジア
  - アゼルバイジャン、ウクライナ、ウズベキスタン、エストニア、カザフスタン、キルギス、ジョージア、セルビア、タジキスタン、 チェコ、トルクメニスタン、 ハンガリー、ブルガリア、ベラルーシ、ポーランド、ボスニア・ヘルツェゴビナ、モルドバ、ラトビア、リトアニア、 ルーマニア、ロシア
- 大洋州
  - オーストラリア、サモア、ソロモン諸島、ニュージーランド、パプア・ニューギニア、フィジー、ツバル、バヌアツ

- 西欧・北欧
  - アイルランド、イギリス、イタリア、 オランダ、ギリシャ、スイス、スウェーデン、 スペイン、スロバキア、デンマーク、ドイツ、ノルウェー、フィンランド、フランス

- 北米
  - アメリカ合衆国、カナダ

- 中南米
  - アルゼンチン、エクアドル、エルサルバドル、グアテマラ、コスタリカ、コロンビア、ジャマイカ、 チリ、ドミニカ、バルバドス、ブラジル、ベネズエラ、ペルー、ボリビア、 ホンジュラス、ニカラグア、メキシコ

（2023年7月現在／五十音順）

### 2023年学生を派遣している主な企業
- 味の素株式会社／全日本空輸株式会社／独立行政法人中小企業基盤整備機構／東北電力株式会社／パナソニックホールディングス株式会社／東日本旅客鉄道株式会社／株式会社日立製作所／広島ガス株式会社／三井住友海上火災保険株式会社／明治安田生命保険相互会社／株式会社モスフードサービス／安田不動産株式会社（五十音順）

## 学生生活

### 奨学金制度
- 海外の政府職員は、国際通貨基金（IMF）、世界銀行（WB）、アジア開発銀行（ADB）などの奨学金を得て訪日している。
- 上記以外の留学生向け奨学金では、国際協力機構（JICA）、松下幸之助記念財団、三菱UFJ信託奨学財団、双日国際交流財団、イオン1%クラブ、JERAのJERA・アジアスカラーシップなどの指定校となっている。
- 私費日本人学生向けには、授業料の全額から半額が給付される中山素平記念奨学金などがある。現在、授業料全額免除奨学金 Nakayama100を大幅拡大し、日本人学生を応援している。

### 学生寮
- 全寮制。キャンパス内に3つの単身学生寮3棟と、世帯学生寮1棟がある。定員は約300人。各単身学生寮には共同キッチンやラウンジがある[16]。
- 教員寮もキャンパス内にある。

### その他施設等

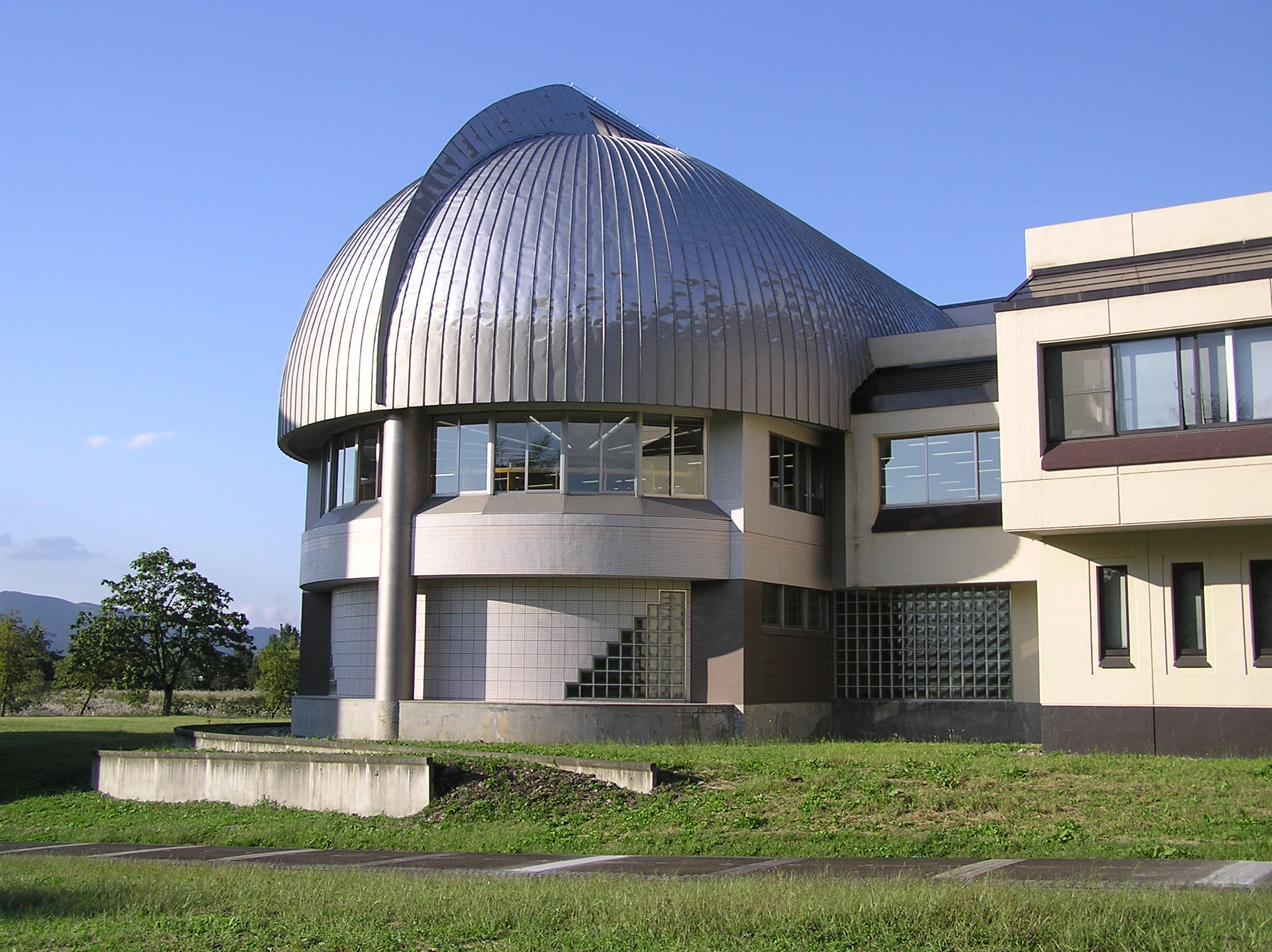
IUJ MLIC

- 図書館は、MLIC（Matsushita Library and Information Center／松下図書・情報センター）と呼ばれており、松下電器産業（現・パナソニック）の創業者松下幸之助の寄付によって設立された。ほとんどの蔵書は洋書。毎日、深夜12時まで開館している。
- 2つのPCルームが設置されており、24時間自由に利用できる。Eビジネスプログラム学生向けには「Eラボ」と名づけられた専用のPC教室もある。
- キャンパス内の主要施設では、無線LANへのアクセスが可能。
- 学内の食堂は、和食、オリエンタル料理を提供。イスラム教徒向けにハラールメニューも取り入れている[17]。
- 教育施設以外には、体育館、ジム（トレーニングルーム）、音楽室、ビリヤード場、テニスコート、バーベキュー施設などがある。ただし、冬季期間中、屋外施設は使用できない[16]。
- キャンパスの敷地面積は618,261㎡。修了生の森などもある。

### キャンパスライフ

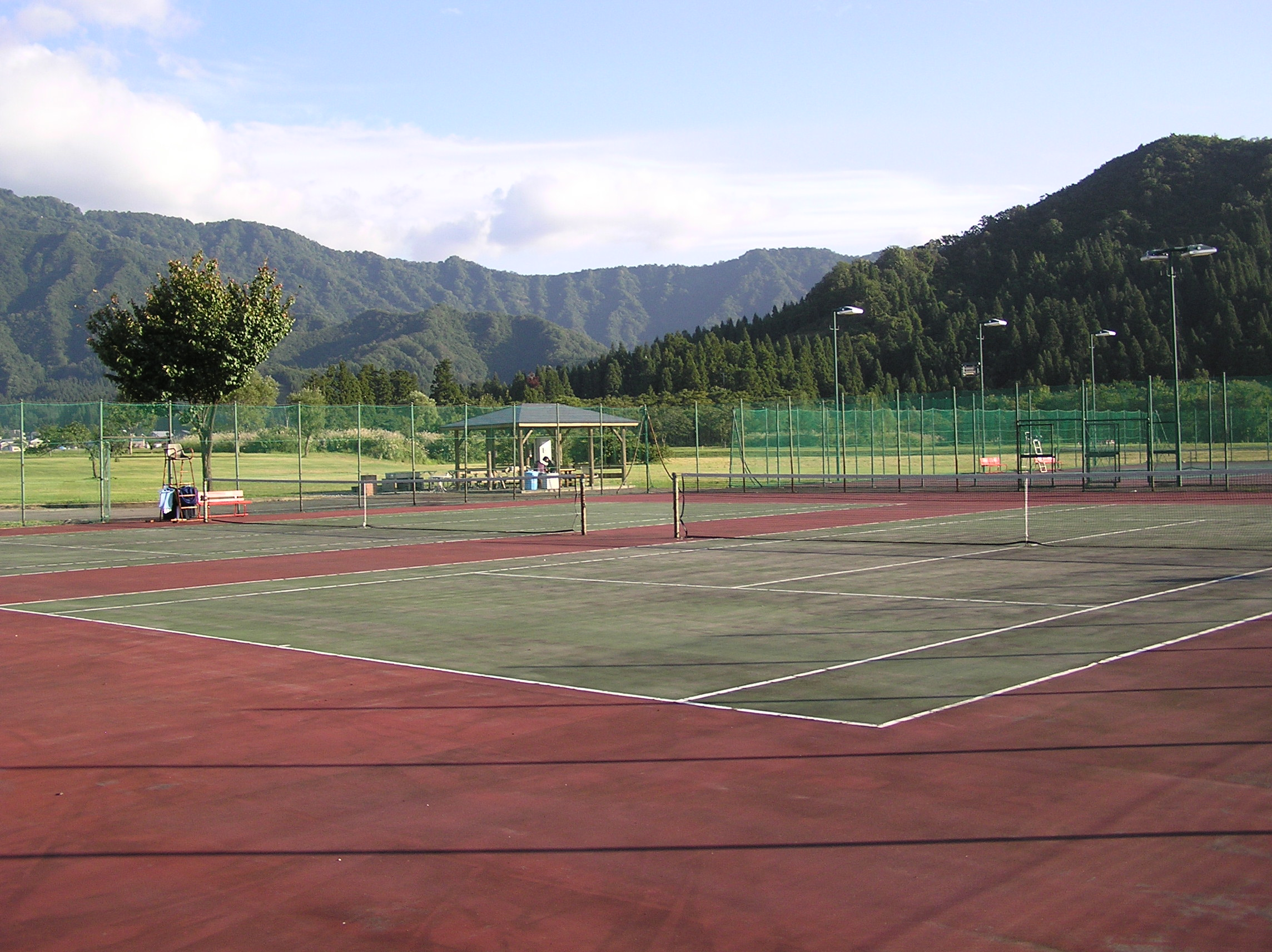
IUJ Tennis courts

- 学生は基本的にはキャンパス内の学生寮で生活をする。寮には共同のキッチンやラウンジなどがあり、授業外で学生同士の交流を促す。
- クラブ活動は、フットサル、テニス、バレー、バスケットボール、バドミントン、スキー、剣道、合気道、柔道、ヒップホップ、ファイナンス、写真などその年の学生構成により変化する。学生主体の活動である[18]。
- 学生自治会（Graduate Students Organization：GSO）が組織されている。全学生の中から選挙で実行委員会（GSO-Executive Committee：EC）が17名弱選出され、授業から学生生活まであらゆることについて、学生と大学当局の橋渡し役となる[19]。
- 学生による授業評価制度があるほか、学期に一度、研究科長との直接対話の機会（Dean's hour）があり、学生は、授業内容やクラス編成に関する苦情や意見を述べることができる。
- ビジネスコンペHult Prizeのキャンパスラウンド開催、TEDxIUJなど学生主体で大きなイベントの開催。
- 全学生を性別、国籍、研究科など完全ミックスにランダムに10のチームを構成するHouseシステムがある。これは、スポーツ、学術的なイベント、写真コンテスト等で年間を通して10のHouseチームごとに競い合い、6月にチャンピオンを決めるというもの。

### イベント
- 学内イベント
  - カルティフィエスタ（Culti Fiesta）／11月  国の文化を学生が紹介し合う、異文化理解の最初の一歩として、学生のための学生による自国の紹介・発表が行われる。
  - スキーデイ（Ski Day）／2月　近くのスキー場に集まり、スキーやスノーボードを共に楽しむイベント。
  - IUJウンドウカイ／10のHouseチームごとに様々なスポーツで争う。
  - インターナショナル・フェスティバル（International Festival・学園祭）／5月　南魚沼市と共催で開催している。各国の踊りなどを紹介するステージや、世界各地の料理を楽しめる出店が数多く並び、毎年1,000人以上来場者がある[20]。

## 交通・アクセス

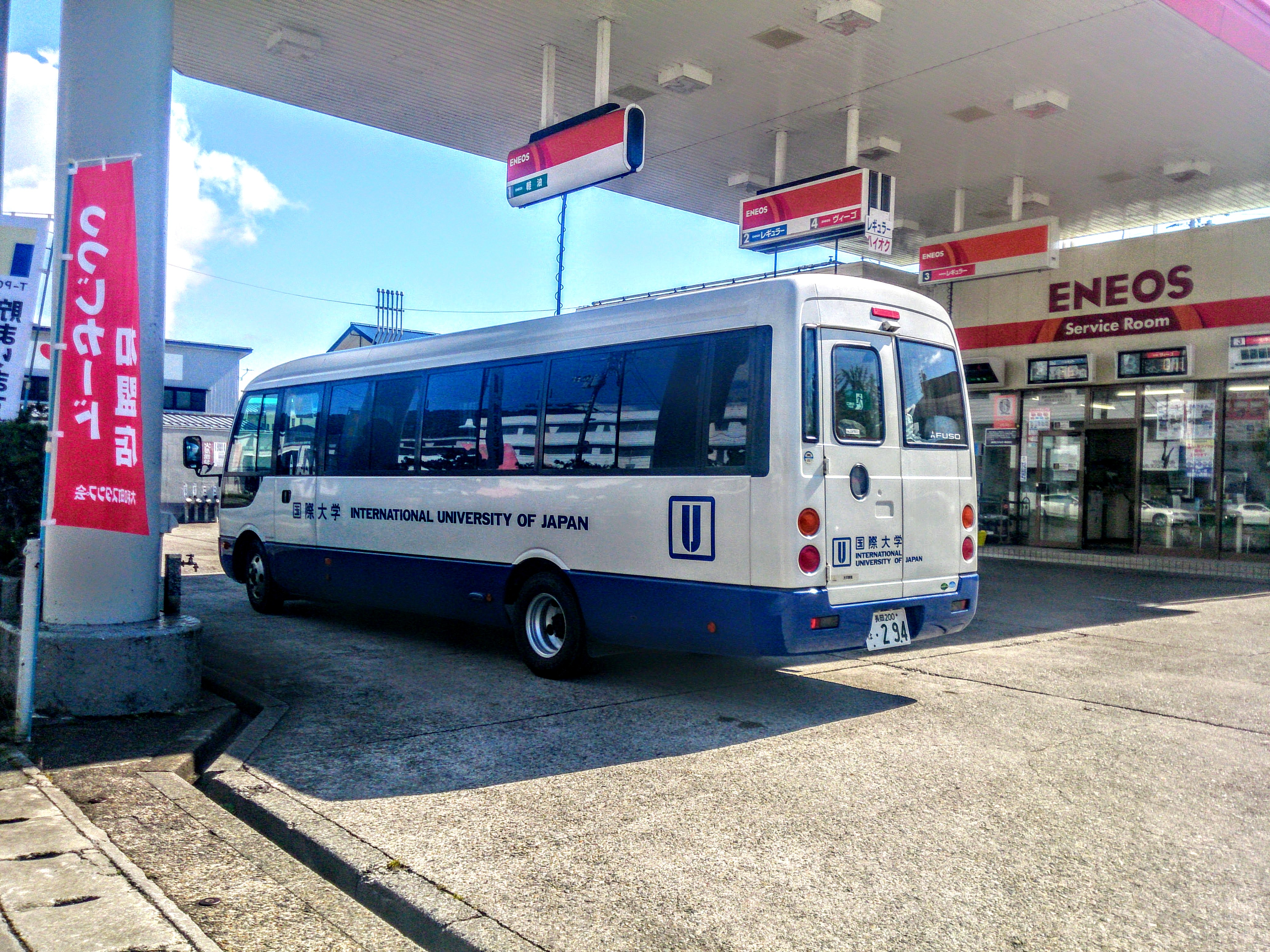
学校名の書かれたFUSO ROSA

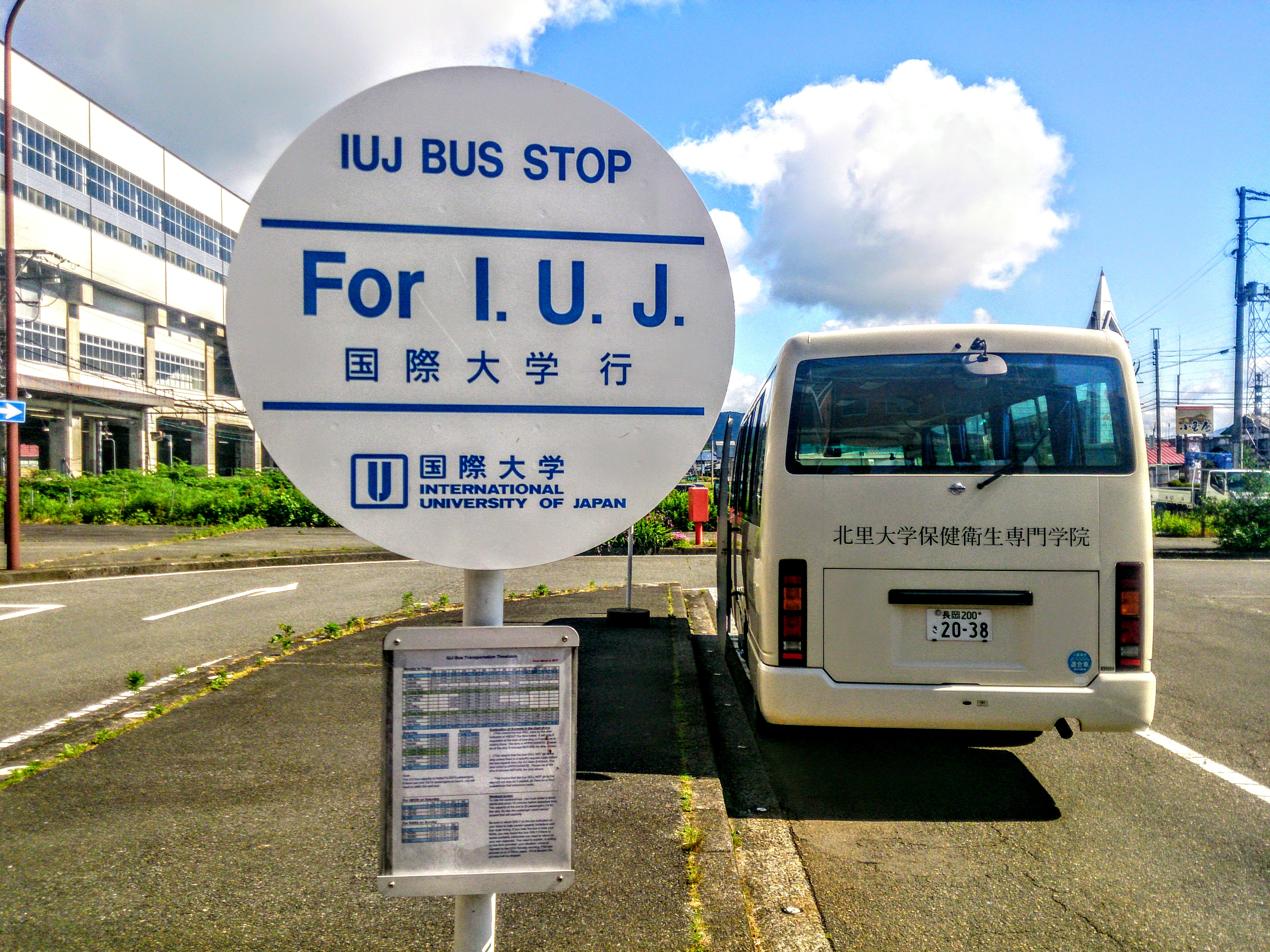
浦佐駅東口のバスのりば

- JR上越新幹線・上越線：浦佐駅より無料送迎バスで約10分（1時間に1本運行・週末には近隣のショッピングセンターに向かう無料送迎バスが運行される）

## 進路・同窓会

### 進路・就職支援
- ビジネススクールの学生は、投資銀行やコンサルティングファーム、ベンチャーキャピタルといった金融関係や多国籍企業などへの就職が多い。自ら起業する者もかなりいる[21]。
- 夏期休暇のインターンシップに力を入れている。外国人留学生には、日本企業や政府機関などを紹介。日本人学生には、民間企業のほか、NGO、国際機関などを紹介している。
- マンツーマンのキャリアカウンセリング　学生が希望するキャリアを実現できるよう、個々人に適した職業やインターンシップを見つけ、採用に向けて行うべきことを適切にアドバイスする。個別面談や各種ワークショップ、教員や修了生を活用した取り組み等、小規模大学院ならではのきめ細やかなキャリアサポートを行っている。

### 同窓会
- 修了生は、世界143カ国･地域出身、計5,193人が活躍している（2023年7月時点）[22]。
- 約30カ国に40以上の同窓会の支部がある。毎年9月、世界同時に同窓会「IUJ World Wide Friday」を開いている。
- LinkedInやFacebookなどのソーシャル・メディアを活用して同窓会ネットワークを形成しており、修了後も世界に跨る強固な人脈を構築できる。

## グローバル人材パートナーシップ

### 企業との連携
設立当初より、日本のビジネス界から広くご支援をいただいています。授業でのゲストスピーカー、特別講演会、学生や教員との共同研究プロジェクト、学生のインターンシップ等にもご協力いただき、実際の企業活動に触れる機会となっている。

### 締結企業・団体
出典：
1. アクセンチュア株式会社
2. アステラス製薬株式会社
3. イオン株式会社
4. EY 新日本有限責任監査法人
5. 株式会社エイチ・アイ・エス
6. SMBC日興証券株式会社
7. オリックス株式会社
8. 花王株式会社
9. コスモエネルギーホールディングス株式会社
10. 株式会社小松製作所
11. サントリーホールディングス株式会社
12. 株式会社シーエーシー
13. JFEホールディングス株式会社
14. SWCC株式会社
15. スカパーJSAT株式会社
16. 住友商事株式会社
17. 全日本空輸株式会社
18. 双日株式会社
19. 第一三共株式会社
20. 武田薬品工業株式会社
21. 中外製薬株式会社
22. 独立行政法人中小企業基盤整備機構
23. 帝人株式会社
24. テルモ株式会社
25. 東京エレクトロン株式会社
26. 東京電力ホールディングス株式会社
27. ナミックス株式会社
28. 株式会社ニコン
29. 日本アイ・ビー・エム株式会社
30. 株式会社日本政策投資銀行
31. 日本生命保険相互会社
32. 日本たばこ産業株式会社
33. 日本電信電話株式会社
34. 株式会社日本取引所グループ
35. 日本マイクロソフト株式会社
36. ハウス食品グループ本社株式会社
37. パーソルキャリア株式会社
38. パナソニックホールディングス株式会社
39. 東日本旅客鉄道株式会社
40. 株式会社日立製作所
41. 株式会社ファーストリテイリング
42. ファイザー株式会社
43. 富士通株式会社
44. 丸紅株式会社
45. 株式会社みずほ銀行
46. みずほ証券株式会社
47. 株式会社三井住友銀行
48. 三井物産株式会社
49. 三菱化ケミカル株式会社
50. 三菱重工業株式会社
51. 三菱ふそうトラック・バス株式会社
52. ヤマト運輸株式会社
53. 横河電機株式会社
54. 株式会社LIXILグループ
55. 株式会社良品計画
56. 他1社（社名非公開）

（五十音順） （2023年4月現在）

## 主な修了生
- ビジネス[24]
  - 石橋利哉（日本出身） - エスエス製薬代表取締役社長
  - 尹銘深（中国出身） - 日中経営者フォーラム創設者、環球都市集団社長
  - 佐伯卓（日本出身） - 元東邦ガス社長、元愛知県公安委員会委員長
  - 徐正剛（中国出身） - 富士ゼロックス 取締役兼専務執行役員、海外営業事業管掌兼中国・東アジア営業本部長（中国営業事業管掌兼中国営業本部長）、中国事業総代表、富士ゼロックスチャイナ元社長
  - 玉井孝直（日本出身） - ジョンソン・エンド・ジョンソン社長

- 公共セクター等[25][26]
  - 安倍宏行（日本出身） - 元フジテレビ解説委員
  - 大野元裕（日本出身） - 埼玉県知事（第61代）、元参議院議員
  - Kyaw Moe Tun（ミャンマー出身） - ミャンマー国連大使
  - Soe Han（ミャンマー出身） - 駐日ミャンマー特命全権大使
  - Mukela Luanga（コンゴ民主共和国出身） - コンゴ民主共和国国務大臣、無任所大使、WTO上席研究員
  - Keo Rattanak（カンボジア王国出身） -カンボジア王国鉱業エネルギー大臣
- 研究者[27]
  - 信田智人（日本出身）- 国際大学研究所教授
  - 森暢平（日本出身）- 成城大学文芸学部マスコミュニケーション学科教授

## 関係する人物

### 設立発起人
- 中山素平（経済同友会終身幹事）
- 土光敏夫（経団連第4代会長）
- 永野重雄（日本商工会議所第13代会頭）
- 水上達三（日本貿易会第3代会長）
- 佐々木直（日本銀行第22代総裁）

### 歴代理事長・学長
- 理事長

| 代    | 氏名       | 在任期間  | 略歴                                     |
| ----- | ---------- | --------- | ---------------------------------------- |
| 初代  | 中山素平   | 1982-1987 | 経済同友会終身幹事、日本興業銀行特別顧問 |
| 第2代 | 牛尾治朗   | 1987-1989 | 経済同友会終身幹事、ウシオ電機会長       |
| 第3代 | 苫米地俊博 | 1989-1990 | 三菱商事元副社長                         |
| 第4代 | 山室勇臣   | 1991-1995 | 三菱銀行元副頭取                         |
| 第5代 | 杉原泰馬   | 1995-1999 | モービル石油元社長                       |
| 第6代 | 岡村総吾   | 1999-2004 | 東京大学名誉教授                         |
| 第7代 | 小林陽太郎 | 2004-2015 | 経済同友会終身幹事                       |
| 第8代 | 槍田松瑩   | 2015-     | 三井物産前会長                           |

- 学長

| 代     | 氏名                 | 在任期間  | 略歴                                                                           |
| ------ | -------------------- | --------- | ------------------------------------------------------------------------------ |
| 初代   | 大来佐武郎           | 1982-1987 | 第108代外務大臣、総合研究開発機構研究評議会元議長                              |
| 第2代  | 宍戸駿太郎           | 1987-1994 | 経済企画庁審議官、筑波大学副学長                                               |
| 第3代  | ジョージ・パッカード | 1994-1998 | 米日財団理事長、ジョンズ・ホプキンス大学高等国際問題研究大学院（SAIS）元学院長 |
| 第4代  | 大槻聰幸             | 1998-1999 | 経済学者                                                                       |
| 第5代  | 島野卓爾             | 1999-2002 | 経済学者、上智大学教授                                                         |
| 第6代  | 杉原泰馬             | 2002-2003 | モービル石油元社長、元理事長                                                   |
| 第7代  | 山澤逸平             | 2003-2008 | 経済学者、一橋大学教授                                                         |
| 第8代  | 杉原泰馬             | 2008-2009 | （再任）                                                                       |
| 第9代  | 森正勝               | 2009-2012 | アクセンチュア株式会社最高顧問                                                 |
| 第10代 | 北岡伸一             | 2012-2015 | 政治学者、日本政府国連代表部元次席大使                                         |
| 第11代 | 加瀬公夫             | 2015-2017 | 経営学者、IESE教授                                                             |
| 第12代 | 伊丹敬之             | 2017-2023 | 経営学者、一橋大学名誉教授                                                     |
| 第13代 | 橘川武郎             | 2023-     | 経営学者、東京大学・一橋大学名誉教授                                           |